# Sonata pian’ e forte (Gabrieli)
Die Sonata pian’ e forte (Ch. 175 / Nr. 33) ist Teil der 1597 in Venedig entstandenen Sammlung Sacrae Symphoniae (Band 1) des italienischen Komponisten Giovanni Gabrieli. Sie verdankt ihren Namen und ihre Bekanntheit nicht zuletzt der Tatsache, dass sie als eine der ersten Kompositionen überhaupt Angaben zur Dynamik im Notentext enthält. Im Rahmen der Entstehung einer eigenständigen, von der Vokalmusik unabhängigen Instrumentalmusik um die Wende vom 16. zum 17. Jahrhundert zeugt die schriftliche Fixierung solcher aufführungspraktischer Elemente sowie die Präzisierung der ausführenden Instrumente durch Gabrieli von einer gänzlich neuen kompositorischen Denkweise. Die repräsentativ-feierliche Komposition, mit ihrer doppelchörigen Anlage noch weitgehend der Tradition der Vokalpolyphonie verpflichtet, wurde ursprünglich für die katholische Liturgie am Markusdom (San Marco) konzipiert und gilt aufgrund ihrer ostentativen Klangpracht als Meisterwerk der Venezianischen Mehrchörigkeit. Die Spieldauer beträgt je nach Tempo circa 4 bis 5 Minuten.

## Anmerkungen zur Dynamik

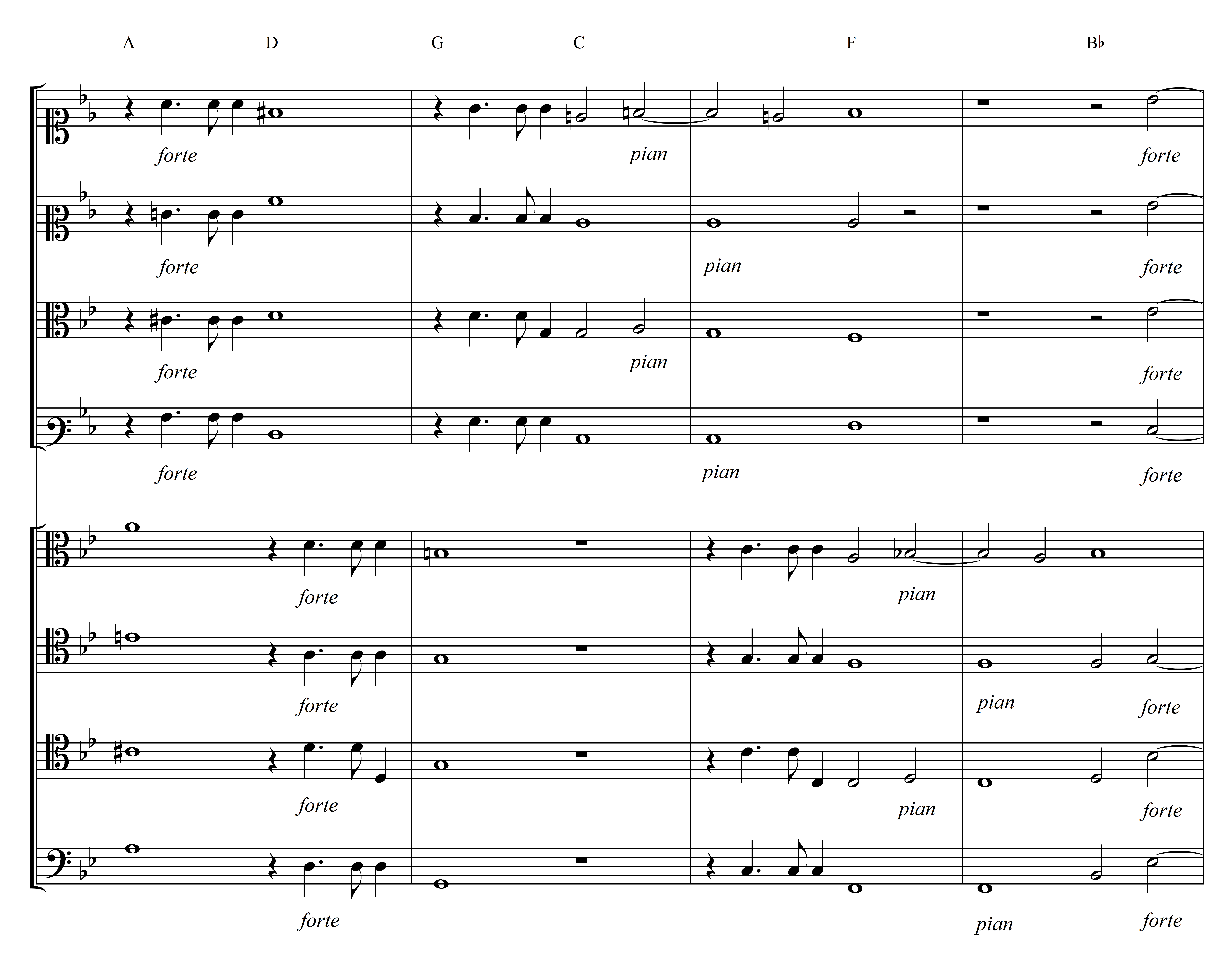
Antiphon inkl. Modulation nach B-Dur mittels Quintfallsequenz (T. 60–63)

### Tonalität

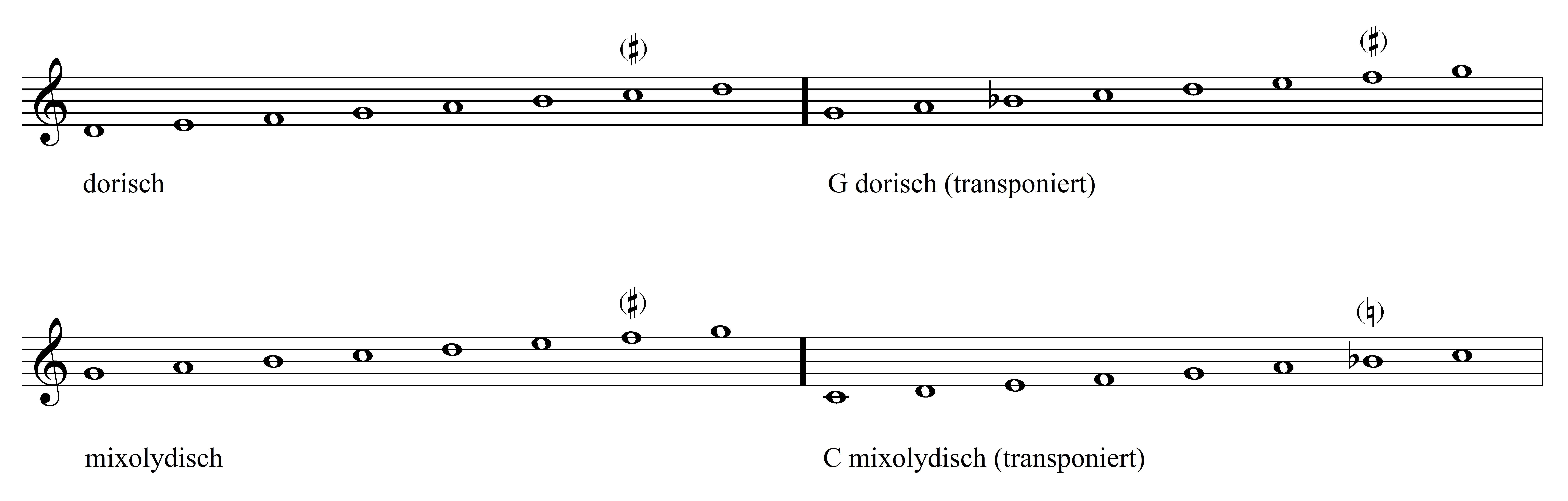
G dorisch bzw. C mixolydisch inkl. Leitton (zwecks Kadenzbildung)

## Entstehung und Wirkung

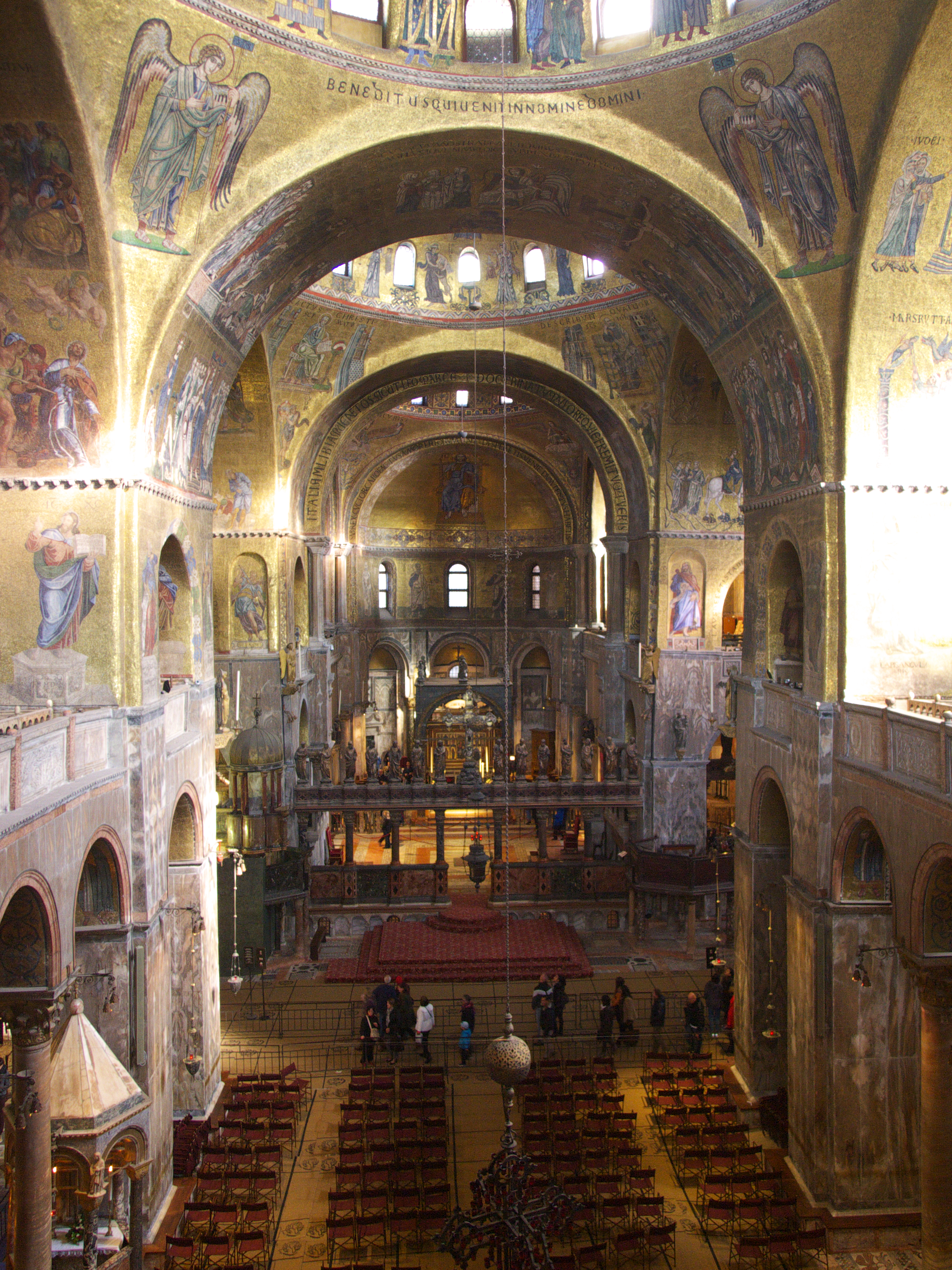
Markusdom in Venedig (Innenraum)

Zur Zeit der Hochrenaissance galt als so genannte „ernsthafte“ Musik fast ausschließlich die (geistliche) Vokalmusik. Drucke von instrumentaler Musik erschienen vermehrt gegen Ende des 16. Jahrhunderts in Italien, wie z. B. die von Giacomo Vincenti herausgegeben Canzoni di diversi per sonar (1588) oder Adriano Banchieris Concerti ecclesiastici (1595). Für die Entwicklung und Emanzipation einer selbständigen Instrumentalmusik maßgeblich war jedoch v. a. die Venezianische Schule, welche als damals führendes Innovationszentrum mit teils rein instrumentalen Gattungen bedeutende Beiträge leistete und darüber hinaus die so genannte Venezianische Mehrchörigkeit sowie das für die Barockmusik typische konzertante Prinzip (stile concertato) entwickelte. Insbesondere der venezianische Komponist Giovanni Gabrieli, Neffe von Andrea Gabrieli und ab 1586 hauptverantwortlicher Komponist und Organist an Markusdom, verhalf mit seinen Werken für instrumentale Ensembles der Instrumentalmusik zu einer der Vokalmusik gleichrangigen Stellung. Entscheidend und für die damalige Zeit revolutionär war in erster Linie die hohe Qualität seiner Werke.
Die Sonata pian’ e forte entstammt dem 1597 bei Angelo Gardano in Venedig gedruckten ersten Band der Sacrae Symphoniae. Diese Sammlung enthält neben 45 sechs- bis 16-stimmigen Vokalkompositionen auch 16 acht- bis 15-stimmige Instrumentalstücke, davon 14 Kanzonen und zwei Sonaten. Der Begriff „Sonata“ bzw. „Sonate“ ist um 1600 terminologisch noch nicht genau festgelegt und bezeichnet laut Michael Praetorius zunächst nur ein Instrumentalstück („sonare“) in Abgrenzung zu einer Vokalkomposition (cantare) – stilistisch besteht jedoch kein signifikanter Unterschied zwischen den beiden Gattungen.
Angesichts des langen Entstehungszeitraumes der Sacrae Symphoniae lässt sich eine deutliche stilistische und technische Entwicklung feststellen: Für die früheren Werke stehen eine bereits differenzierte Affektdarstellung, eine abwechslungsreiche Satztechnik, ausgeschriebene virtuose Verzierungen sowie ein wirkungsvoller Einsatz instrumentaler Farben. Zu dieser Zeit dominiert der Bläserklang der Zinken und Posaunen im Allgemeinen noch den Streicherklang und orientiert sich dabei am vokalen Klangideal. Die späteren Merkmale der Kanzonen und Sonaten sind dagegen eine neue Eigenständigkeit des Basso continuo, die Verwendung einer moderneren Ornamentik sowie insgesamt eine größere kompositorische Unabhängigkeit von den bis dahin maßgeblichen vokalen Vorbildern. Wie die Motetten entstanden die Kanzonen und Sonaten vermutlich für die Messen und Vespern in San Marco. Gabrieli schuf mit ihnen ein künstlerisches Œuvre, welches in seiner Komplexität kaum über diesen Stand weiterentwickelt wurde.

## Besetzung
Ausgehend vom Spaltklang des Mittelalters und der damals noch nicht obligaten Funktion der Instrumente zur bloßen Unterstützung der Vokalstimmen war es im 16. Jahrhundert nicht üblich, die instrumentale Besetzung zu präzisieren. Die Bedeutung Gabrielis für die Entstehung einer spezifischen Instrumentation ist daher keinesfalls zu unterschätzen, überraschte der Komponist bei einzelnen Stücken der Sacrae Symphoniae doch erstmals mit konkreten Angaben von Instrumenten:
Die Sonata pian’ e forte besteht aus zwei Trombonenchören, die im Diskant von einem Zink bzw. einer Viola angeführt werden, und ist insgesamt achtstimmig. Obwohl die Hauptquelle des Werks keine Stimme für Orgel vorsieht, spricht doch vieles dafür, dass eine Orgelbegleitung (Basso seguente) bei zeitgenössischen Aufführungen üblich war.
| Chor            | Stimme   | Instrument | Notation             | Tonumfang |
| --------------- | -------- | ---------- | -------------------- | --------- |
| Primus chorus   | Cantus   | Cornetto*  | Sopranschlüssel      | c1 – f2   |
| Primus chorus   | Altus    | Trombone** | Mezzosopranschlüssel | g – b1    |
| Primus chorus   | Tenore   | Trombone   | Altschlüssel         | f – a1    |
| Primus chorus   | Sextus   | Trombone   | Baritonschlüssel     | B – e1    |
|                 |          |            |                      |           |
| Secundus chorus | Septimus | Violino*** | Altschlüssel         | d – a1    |
| Secundus chorus | Quintus  | Trombone   | Tenorschlüssel       | c – f1    |
| Secundus chorus | Octavus  | Trombone   | Tenorschlüssel       | c – d1    |
| Secundus chorus | Bassus   | Trombone   | Bassschlüssel        | F – b     |

* Cornetto = Zink (gemeint: Sopranzink)
** Trombone = Posaune. Bei den Posaunen waren seinerzeit die Trombone ordinario in Tenorlage sowie die Trombone grosso als Bassinstrument am weitesten verbreitet.
*** Das Diminutiv „Violino“ bezieht sich auf den Gattungsnamen der Viola (da braccio). Dem Tonumfang nach zu schließen, handelt es sich hier um ein Altinstrument, vergleichbar der heutigen Bratsche.

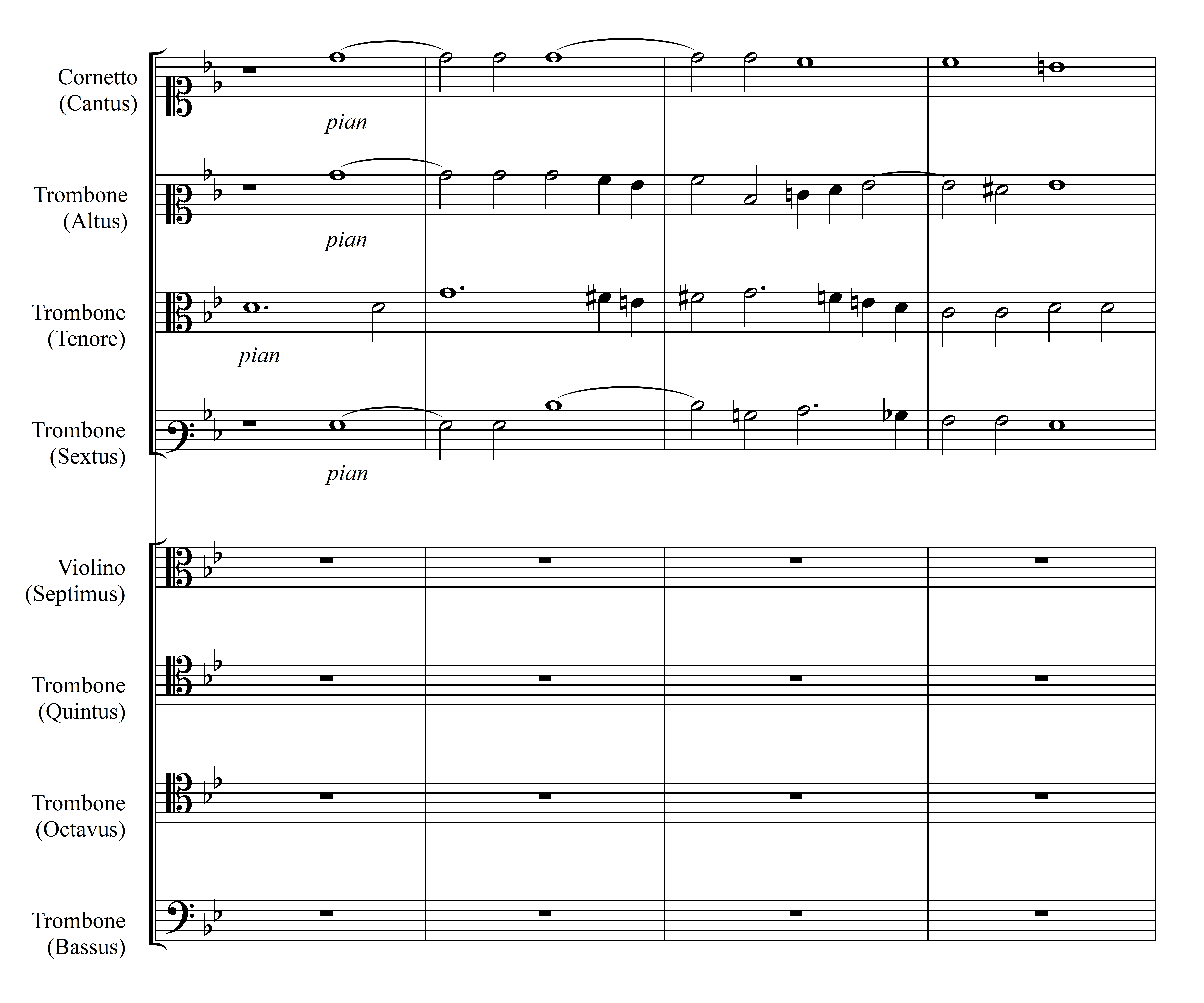
Partitur (T. 1–4)

### Transpositionsvermerk
Die Sonata pian’ e forte ist im Druck von 1597 neben präzisen Besetzungsangaben zusätzlich in jeder Stimme mit dem Transpositionsvermerk Alla Quarta bassa versehen. Aufgrund der vom Komponisten verwendeten Tonumfänge einzelner Instrumente (v. a. Zink und „Violino“ bzw. Viola) ist davon auszugehen, dass es sich hierbei lediglich um einen Hinweis auf die (bereits vollzogene) Tieftransposition des Stücks in die Unterquarte handelt. Das Stück steht somit in G dorisch, dem transponierten ersten Kirchenton, was in der Affektenlehre allgemein mit Würde, gewichtigem Ernst usw. assoziiert und von Gabrieli seit jeher als Standardtonart für feierliche Anlässe verwendet wurde.